# 白斑躄魚
白斑躄魚（学名：Antennarius pictus），又名五腳虎，为輻鰭魚綱鮟鱇目躄魚亞目躄魚科躄魚屬下的一个種，分布於印度太平洋區，東非至夏威夷、社會群島海域，棲息深度0-75公尺，體色多變，體長可達30公分，棲息在淺水礁石區，成魚通常與海綿共生，稚魚則在沙地或礁石上擬態成裸鰓類或海綿，屬肉食性，卵生的，卵是黏在絲帶狀的鞘或者凝膠黏液團被稱為卵筏或卵罩。